# Cops
Cops (Tiras, Policiais, em português) é uma série norte-americana no estilo documentário, que segue oficiais da polícia, investigadores e xerifes durante suas patrulhas e outras atividades. É uma dos programas mais duradouros nos Estados Unidos e o segundo mais duradouro no canal FOX. 
Criada por John Langley e Malcolm Barbour, estreou em 11 de março de 1989, e já alcançou a marca de 600 episódios. Ganhou o prêmio "American Television Award" em 1993, e recebeu quatro indicações ao Emmy. O programa celebrou seu episódio de número 650 em 20 de maio de 2006.
O programa também é conhecido pela sua canção-tema, Bad Boys, do grupo de reggae Inner Circle.
A série em Portugal mantém o nome Cops, e é exibida no canal FOX Crime. A série em Portugal, atualmente, terminou a sua 27ª temporada e a 28ª temporada (Já exibida nos E.U.A), tem estreia marcada para o dia 25 de Outubro de 2016 em Portugal.

## Sinopse
Segue as atividades dos oficiais de polícia através de câmeras acompanhando unidades de policiamento durante suas investigações. A fórmula do programa segue o estilo de Cinema Verdade, sem nenhma narração ou diálogo escrito, dependendo inteiramente dos diálogos de policias e das pessoas envolvidas em suas ações. 
O programa já seguiu oficiais em 140 diferentes cidades nos Estados Unidos, e também foi filmado em Hong Kong, Londres, e na antiga União Soviética. Cada episódio tem aproximadamente 22 minutos de duração, e tipicamente consiste de três partes, com cada parte mostrando um ou dois acontecimentos policiais.
A série em Portugal, atualmente, terminou a sua temporada e a 28ª temporada (Já exibida nos E.U.A), tem estreia marcada para o dia 25 de Outubro de 2016 em Portugal.

### Referencias em outras Midias
na Popular Serie Arquivo X no episódio O Medo (X Cops) o episódio e Feito no mesmo estilo do Programa Cops.

### Atualidade
Um integrante da equipe (Bryce Dion)que faz o reality show, morreu ao ser atingido por um tiro disparado por um policial na terça-feira (26 de agosto de 2014).
Acompanhado de um cinegrafista, a vítima estava no banco traseiro de uma viatura policial que fora acionada para atender a um chamado de assalto em uma lanchonete da rede Wendy's em Omaha (Nebraska, EUA). 
Logo após chegarem ao local, os policiais abriram fogo contra um suspeito, mas acabaram acertando também o técnico de som Bryce Dion, de 38 anos, que usava colete à prova de balas. Ele e o suspeito, Cortez Washington, de 32, morreram no local, de acordo com o "NY Times". Cortez portava uma arma de ar comprimido.